# Gebührenordnung
Gebührenordnungen sind Rechtsnormen wie Gesetze oder auch öffentliche Satzungen, welche die Gebühren als Gegenleistung für bestimmte Dienstleistungen oder Tätigkeiten administrativ durch Höchstpreise festlegen.

## Gebührenordnungen in der Praxis
- Ärzte
- Apotheker[1]
- Zahnärzte
- Tierärzte
- Notare
- Steuerberater
- Psychotherapeuten
- Hebammen

Es gibt auch Gebührenordnungen für diverse spezielle Tätigkeitsbereiche, u. a.:
- Straßenreinigungsgebühren in den kommunalen Straßenreinigungssatzungen,
- Abfallgebühren in den kommunalen Abfallsatzungen oder
- zur Nutzung öffentlicher Einrichtungen, z. B. Schwimmbäder, Hallen und Plätze (hier meist als Eintrittspreis bezeichnet).

Weiterhin gibt es allgemeine Gebührenordnungen, z. B.:
- das Gerichts- und Notarkostengesetz,
- das Gerichtskostengesetz,
- das Gesetz über Gerichtskosten in Familiensachen.

Historisch gab es Gebührenordnungen für
- Rechtsanwälte, heute Rechtsanwaltsvergütungsgesetz,
- Architekten und Ingenieure, heute Honorarordnung für Architekten und Ingenieure.

## Gebühren
Die durch die Gebührenordnung erhobenen Entgelte sind nicht immer Gebühren im rechtlichen Sinne, so dass der Wortstamm Gebühr irreführend sein kann, denn der Rechtsbegriff Gebührenordnung ist nicht legal definiert.